# Gustave Van de Woestyne

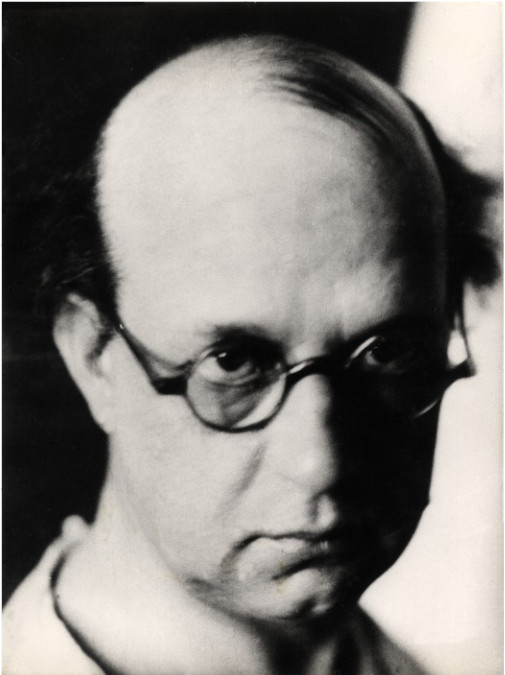
Gustave van de Woestijne um 1921

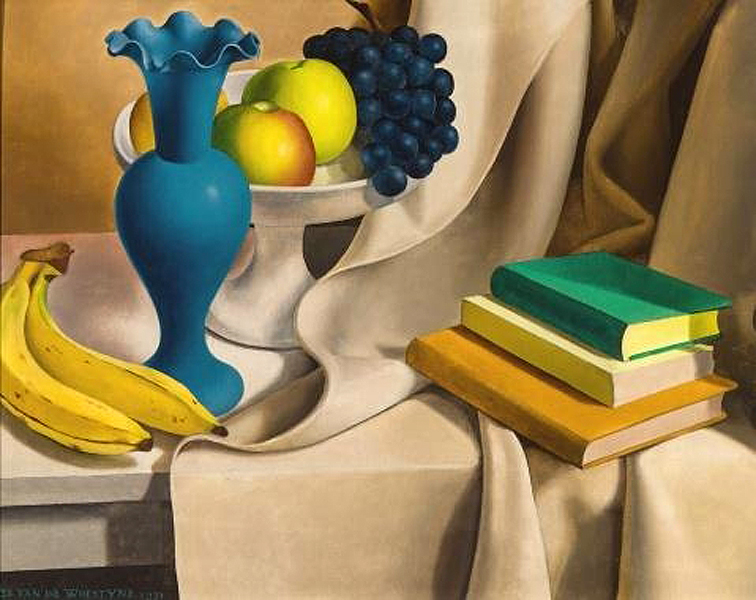
Stillleben mit Obstschale

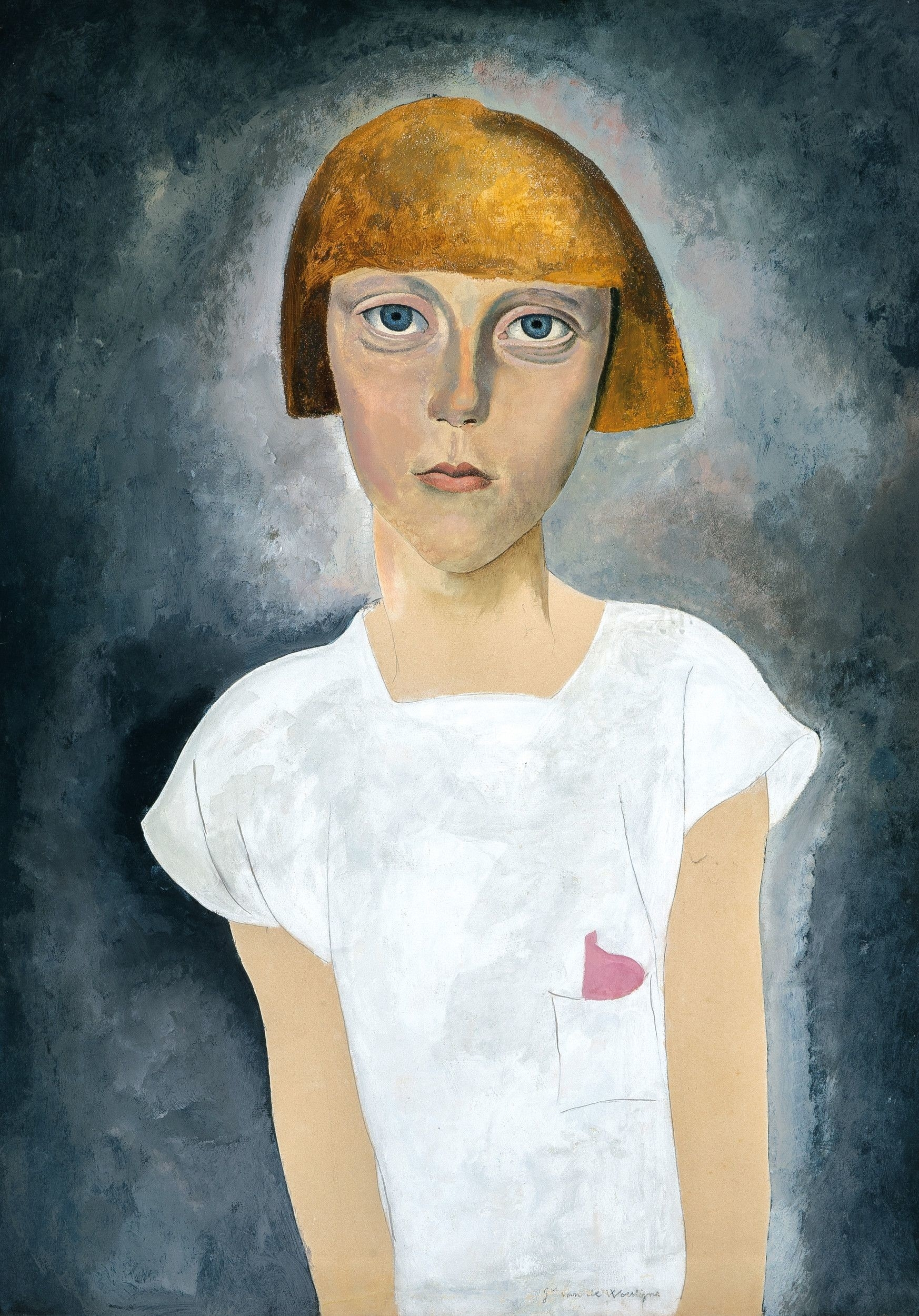
Porträt Elisabeth Van de Woestyne

Gustave Van de Woestyne (* 2. August 1881 in Gent; † 21. April 1947 in Uccle) war ein belgischer Porträt- und Stilllebenmaler sowie Zeichner.
Gustave war als jüngerer Bruder von Karel van de Woestijne geboren. Seine Ausbildung erhielt er von 1895 bis 1899 an der Koninklijke Academie voor Schone Kunsten Gent bei Jean Delvin und Jules Evarist van Biesbroeck. Daneben lernte er Orgelspiel.
Er war mit George Minne, Valerius de Saedeleer, Alfons Dessenis und dem Dichter Karel Van de Woestijne Mitglied der ersten Künstlergruppe von Laethem-Saint-Martin, die sich der Oberflächlichkeit des Impressionismus widersetzte.
Ab 1898 blieb er regelmäßig in Laethem-Saint-Martin. 1900 schloss er sich seinem Bruder und Julius de Praetere an. Bis zu Karels Heirat im Jahr 1904 lebten die beiden Brüder zusammen und widmeten sich jeweils seiner eigenen Berufung.
1902 wurde Gustave Mitglied von „Open Wegen“. Dieser von Karel Van de Woestijne gegründete Künstlerkreis schlug vor, Konferenzen und Konzerte zu organisieren.
1903 besuchte er Paris mit Émile Verhaeren. Nach der Heirat seines Bruders lebte Gustave einige Zeit mit Valerius de Saedeleer in Leuven.
1905 verbrachte er drei Monate als Novize im Benediktinerkloster Mont-César in Louvain.
1908 heiratete er Prudence De Schepper. Im folgenden Jahr verließ er Laethem-Saint-Martin nach Löwen. 1911 wurde sein Sohn Maxime geboren. 1912 lebte er in Etterbeek (Brüssel) und Tiegem. Im folgenden Frühjahr ging er mit Valerius de Saedeleer nach Florenz. Nach dem Ausbruch des Ersten Weltkriegs flohen die Familien Van de Woestyne und Saedeleer nach Holland nach Sint-Anna-ter-Muiden, wo sich die Familie Minne ihnen anschloss. Sie gingen dann nach Großbritannien, um dort an verschiedenen Orten zu bleiben. Nach seiner Rückkehr nach Belgien im Jahr 1919 ließ sich Van de Woestyne in Waregem nieder. 1923 errichtete ein Haus in Laethem-Saint-Martin.
1924 ging er nach Wien und im folgenden Frühjahr nach Florenz und Venedig.
1925 ließ er sich in Mechelen nieder und wurde er zum Direktor und Professor für Malerei an der dortigen Akademie ernannt. Er hatte diese Position bis 1939 inne.
Am Höheren Institut für Bildende Kunst in Antwerpen trat er die Nachfolge von Frans Hens als Professor für Tiermalerei an. 1926 trat er der „IX. Gruppe“ bei. Neun flämische Künstler waren dabei: Gustave Van de Woestyne, Frits Van den Berghe, Hippolyte Daeye, Oscar Jespers, Willem Paerels, Constant Permeke, Henri-François Raemaekers, Gustave de Smet und Edgard Tytgat.
1927 unternahm er mit den Studenten der Akademie von Mechelen eine Reise nach Florenz, um die Technik des Freskos zu studieren. Von 1928 bis 1931 unterrichtete er monumentale Malerei an der Hochschule für dekorative Kunst in La Cambre. Diese Tätigkeit führte ihn 1928 erneut nach Italien. 1939 gab er aus gesundheitlichen Gründen die Leitung der Mechelen-Akademie auf und ließ sich in Uccle nieder. Er starb 1947, wahrscheinlich an den Folgen einer Arteriosklerose.
Die Königliche Akademie von Belgien nahm ihn 1936 als korrespondierendes und 1941 als volles Mitglied auf.